# Гарбузоцвіті
Гарбузоцвіті (Cucurbitales) — порядок квіткових рослин, розміщений у підкласі розидів. Представники порядку частіше зустрічаються у тропічних областях, з обмеженою присутністю в субтропічних і помірних регіонах.
В Україні аборигенно зростають лише види з родини гарбузових (Cucurbitaceae).

## Опис
Порядок включає багато кущів та дерев, разом з деякими травами і альпійськими рослинами, здебільшого з чіпкими, лежачими або повзучими стеблами, з вусиками, які розвиваються з пазушних бруньок, рідко вусиків немає. Листки чергові, цілісні або розсічені, пальчасті або лопатеві. Одна з головних характеристик гарбузоцвітих — присутність одностатевих квіток, здебільшого утворених з п'яти частин, з товстими обов'язково присутніми пелюстками. Запилення зазвичай здійснюється за допомогою комах, але анемофілія також зустрічається (у Coriariaceae і Datiscaceae). Квітки правильні, поодинокі, або зібрані в пучки, китиці, волоті. Чашечка п'ятироздільна, віночок дзвоникоподібний або колесоподібний, п'ятилопатевий. Тичинкові квіти з 5 тичинками, тичинки з короткими нитками та звивистими пиляками; всі тичинки вільні або утворюють дві пари, а п'ята тичинка вільна, або з всі тичинки зростаються пиляками у колонку. Маточкові квіти з однією маточкою з нижньою зав'яззю і коротким стовпчиком, розділеним на верхівці на три м'ясистих приймочки.
Плід — ягода з м'ясистим міжоплоднем та соковитим внутріоплоднем, іноді досягає великих розмірів.

## Класифікація
Порядок містить 2600 видів у 8 родинах:
- Apodanthaceae
- Anisophylleaceae
- Begoniaceae
- Coriariaceae
- Corynocarpaceae
- Cucurbitaceae
- Datiscaceae
- Tetramelaceae